# Polana pod Jaworki
Polana pod Jaworki – położona na wysokości ok. 1005 m n.p.m. polana w Dolinie Chochołowskiej w polskich Tatrach Zachodnich. Znajduje się w środkowej części tej doliny, naprzeciwko wylotu Doliny Dudowej. Polanka znajduje się tuż przy drodze prowadzącej przez dolinę, po jej zachodniej stronie. Droga dwukrotnie w tym miejscu (poniżej i powyżej polanki) przekracza mostkiem Chochołowski Potok.
Dawniej polanka ta należała do Hali Jaworzyna pod Furkaską, po utworzeniu TPN-u zniesiono wypas. W 1955 r. miała powierzchnię ok. 1 ha, ale w 2004 w wyniku zarośnięcia jej powierzchnia zmniejszyła się o ok. 43%. Obecnie nadal odbywa się na niej wypas kulturowy owiec. Wypas prowadzony jest również na niewielkim zakolu powyżej mostka, przy charakterystycznych wapiennych skałach nad korytem Chochołowskiego Potoku. Oryginalna wapienna skała znajduje się również przy samej drodze, po jej wschodniej stronie tuż powyżej górnego mostka nad Polaną pod Jaworki.
Jest to niewielka polanka, stoją na niej dwa wyremontowane szałasy, stół dla turystów i w sezonie turystycznym wypożyczalnia rowerów. Przy dolnym, zachodnim skraju polany wypływa Małe Chochołowskie Wywierzysko.

## Szlaki turystyczne
szlak przez Dolinę Chochołowską

## Przypisy

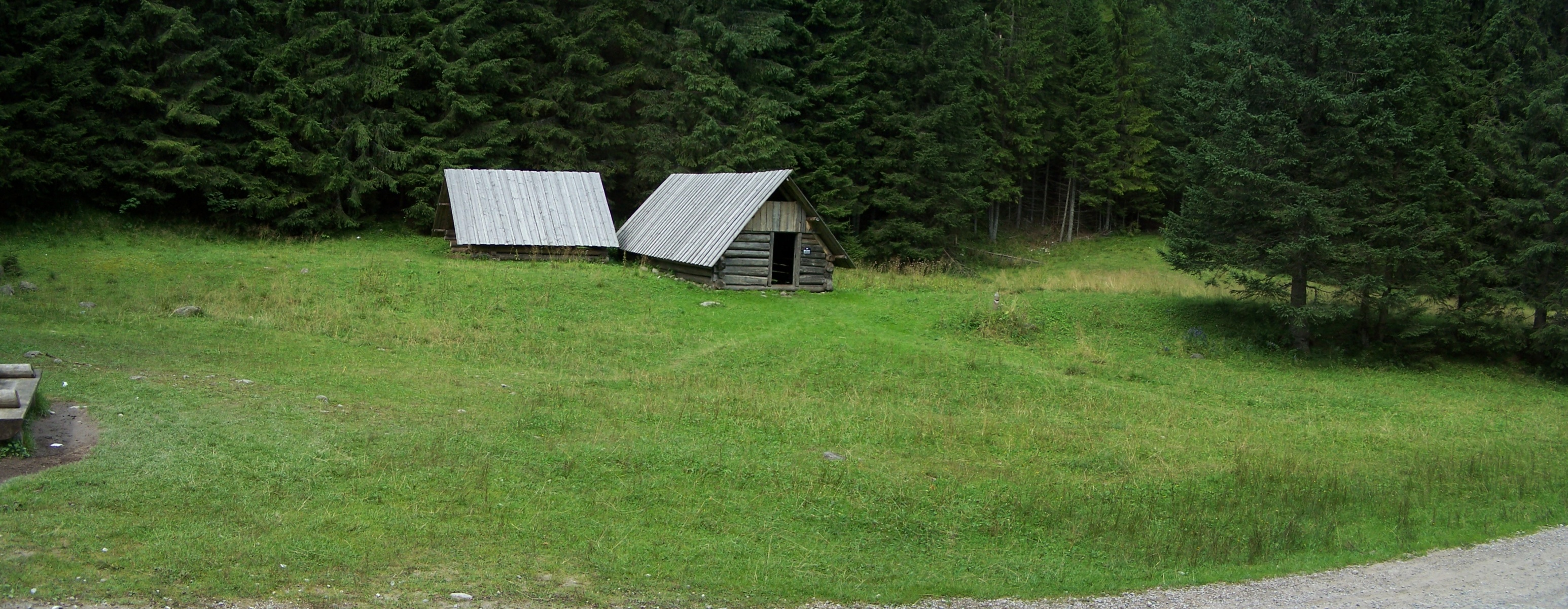
Polana pod Jaworki